# Mackenziella psocoides
Famille
Genre
Espèce
Mackenziella psocoides, unique représentant du genre Mackenziella et de la famille des Mackenziellidae, est une espèce de collemboles.

## Distribution
Cette espèce se rencontre en zone holarctique.

## Description
Les mâles mesurent jusqu'à 0,18 mm et les femelles jusqu'à 0,28 mm.

## Publications originales
- Hammer, 1953 : Investigations on the Microfauna of Northern Canada, Part II, Collembola. Acta Arctica, vol. 6, p. 1-108.
- Yosii, 1961 : Phylogenetische Bedeutung der Chaetotaxîe bei den Collembolen. Contributions of the Biological Laboratory of Kyoto University, vol. 12, p. 1-37.